# Chiesa dei Santi Pietro e Paolo (Trento)
La chiesa dei Santi Pietro e Paolo è una importante chiesa parrocchiale appartenente alla città di Trento.

## Storia e descrizione

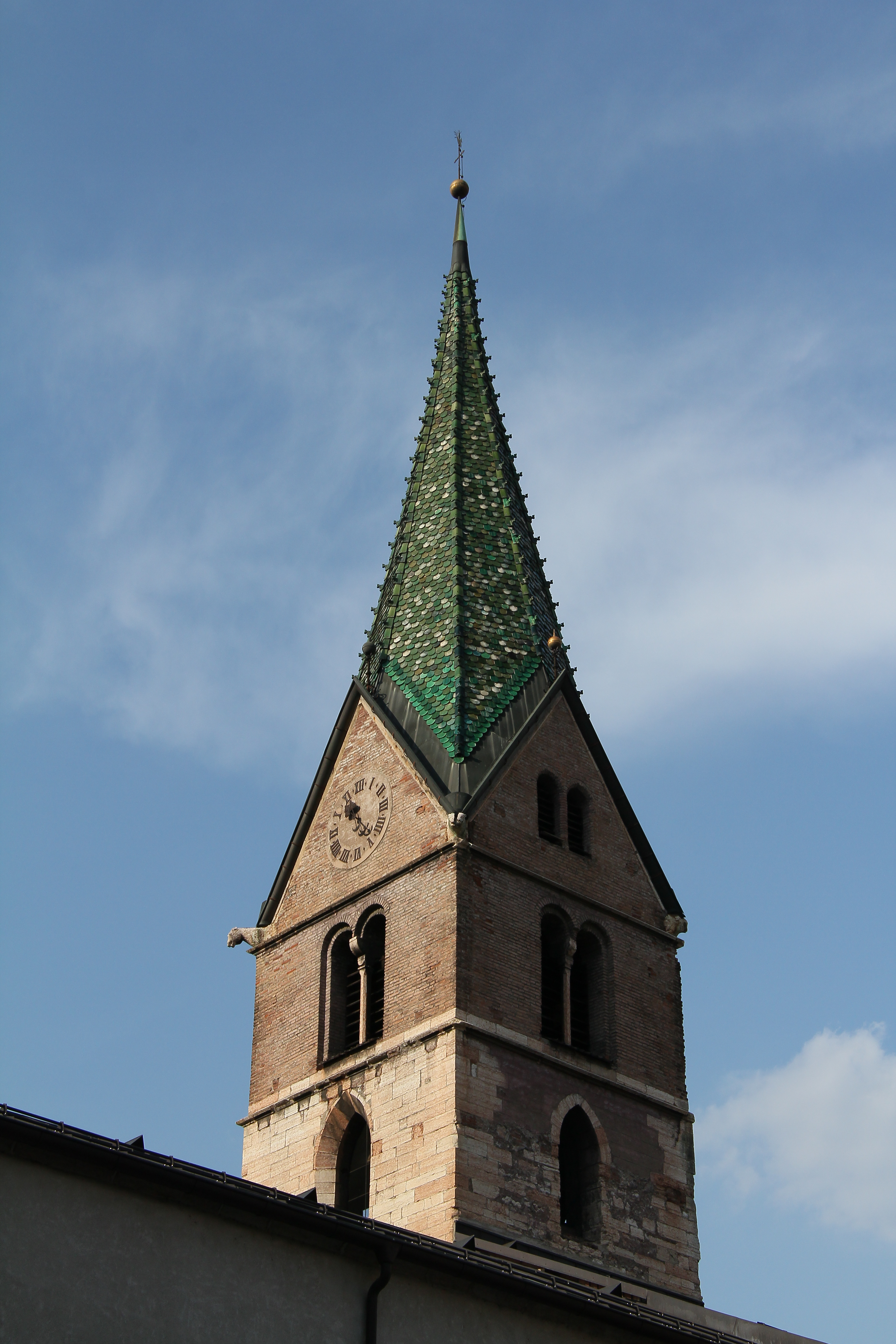
Il campanile

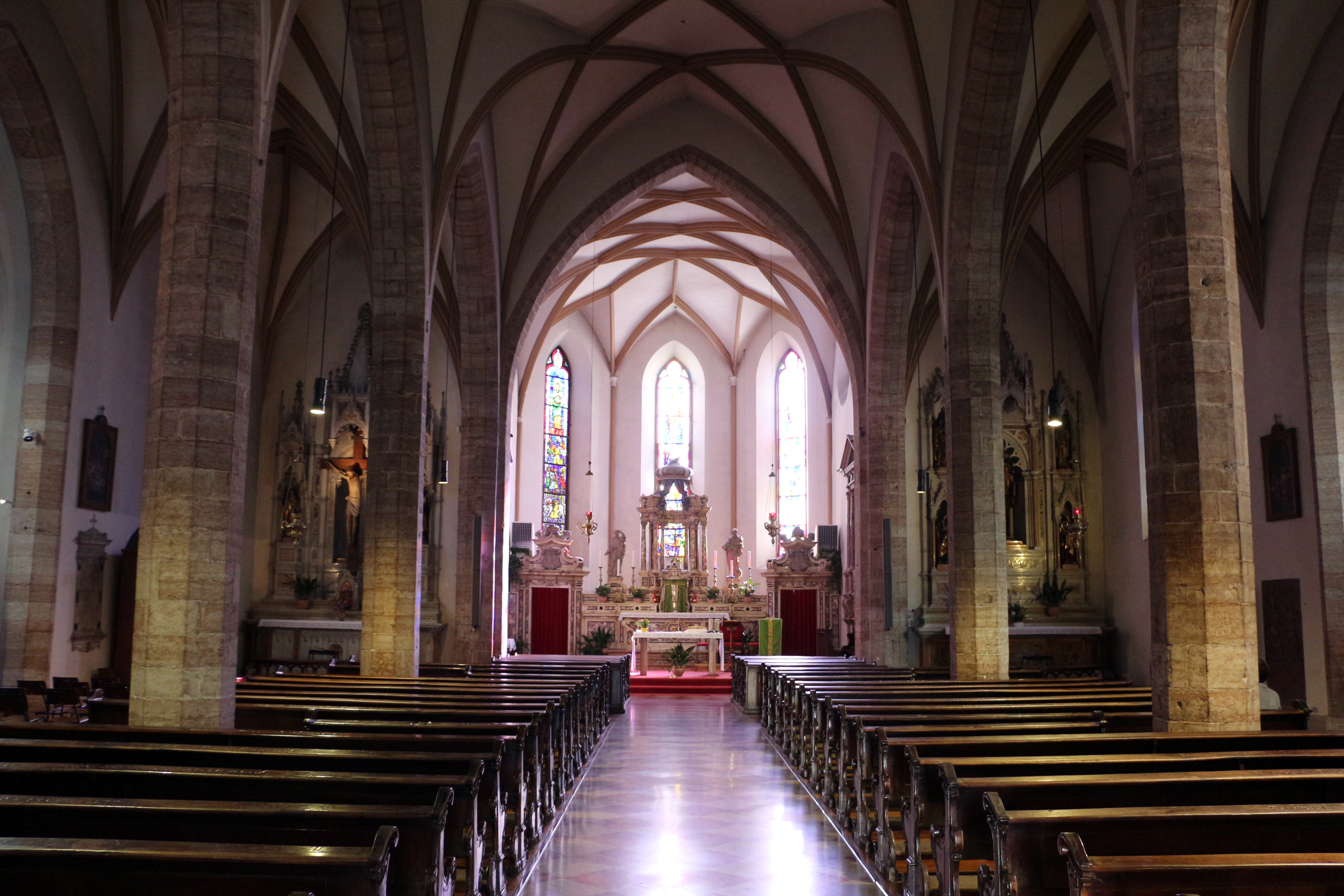
Interno della chiesa

La chiesa, orientata verso est, si trova nel centro cittadino di Trento tra via San Pietro, piazzetta Michael Gaismayr, piazza dell'Anfiteatro e vicolo della Contrada Tedesca; essa risale al XII secolo. Venne in seguito ricostruita in tardo gotico alla fine del XV secolo ai tempi del vescovo Giovanni Hinderbach. La facciata principale esposta ad ovest venne progettata tra il 1848/50 in stile neogotico dall'architetto padovano Pietro Estense Selvatico e creata dallo scultore Antonio Gradenigo. La statua di San Pietro è coronata da tripartiti pilastri ottagonali che vanno a formare la cuspide. Al centro dell'edificio si trova una porta ogivale a forma di cuspide, mentre nei settori laterali si trovano due bifore coronate da ghimberghe. Purtroppo nel 1600 circa la chiesa si incendiò ma fu in breve ricostruita.
All'interno dell'edificio religioso si hanno tre navate suddivise inoltre in pilastri ottagonali, reggenti arcate ogivali, in quattro campate. In alto e al centro si trova una statua raffigurante San Pietro. Appese al portale principale sono collocate alcune sculture lignee del santo della città di Trento, San Vigilio di Trento.
Il presbiterio quattrocentesco in stile gotico è collocato in una parte rialzata dell'edificio e fu fatto costruire dal conte Bortolazzi nel 1731; il tutto termina con un'abside a sua volta poligonale. La tela di Maria Maddalena di Martino Teofilo Polacco, acquistata dalla scomparsa chiesa di Santa Maria Maddalena, è risalente al '500 così come il monumento funebre dedicato al capitano di Trento Gaspare Wolkenstein eretto nel 1588. L'edificio ospita anche una piccola cappella quattrocentesca che è stata dipinta con tele del 1600 circa. Al suo interno si conservava il corpo di Simonino di Trento, un bambino morto durante il Triduo pasquale dell'anno 1475. Egli fu considerato beato dalla chiesa fino al 1965 quando, di fronte alle proteste della comunità ebraica italiana, del suo presunto martirio, per mano della locale comunità ebraica, si decise per la sua cancellazione dall'elenco dei martiri cristiani.
Il campanile si erge lungo il lato nord; composto da una doppia cella campanaria, esso è formato da una cuspide piramidale e ricoperta di tegole di color verde che ricordano lo stile gotico.